# RAP Amsterdam
RAP byl nizozemský fotbalový klub z Amsterdamu. Klub byl založen v roce 1887 a sloučen roku 1914.

## Historie
Klub byl založen v Amsterdamu dne 14. listopadu 1887 a byl vytvořen fotbalový klub ze členů tří kriketových klubů, R.U.N., Amstels a Progress: RAP. Týmu se podařilo pětkrát vyhrát mistrovství Nizozemské fotbalové ligy a v sezóně 1898–99 byl neporažený. Kromě toho poprvé v letech 1898–99 vyhráli pohár De Telegraaf, čímž R.A.P. jako první tým v Nizozemsku vyhrál ligový titul a pohár ve stejné sezóně.
V roce 1905 tým sestoupil do druhé divize.
V letech 1912, 1913 a 1914 skončil tým vždy na 7. místě těsně nad sestupem. Volharding, který byl druhým starým amsterdamským fotbalovým klubem, se ocitl v podobné situaci, vždy pouze o jeden nebo dva body nad RAP v tabulce.
Dne 23. července 1914 bylo ve Sport Magazine oznámeno, že se oba kluby rozhodly sloučit. Vytvoření klubu Volharding-RAP-Combination: VRC ukončilo RAP. Po několika dalších letech fotbalu klub nakonec tento sport opustil a přešel zpět na kriket a klub se znovu přejmenoval na nyní známý VRA (Volharding RAP Amstels).

## Úspěchy
- Mistr Nizozemska (5): 1891–92, 1893–94, 1896–97, 1897/98, 1898/99
- Nizozemský pohár (1): 1898–99